# Liu Song
Liu Song (12 de maio de 1972) é um mesa-tenista chinês nacionalizado argentino, bicampeão latino-americano.